# 青島東方影都

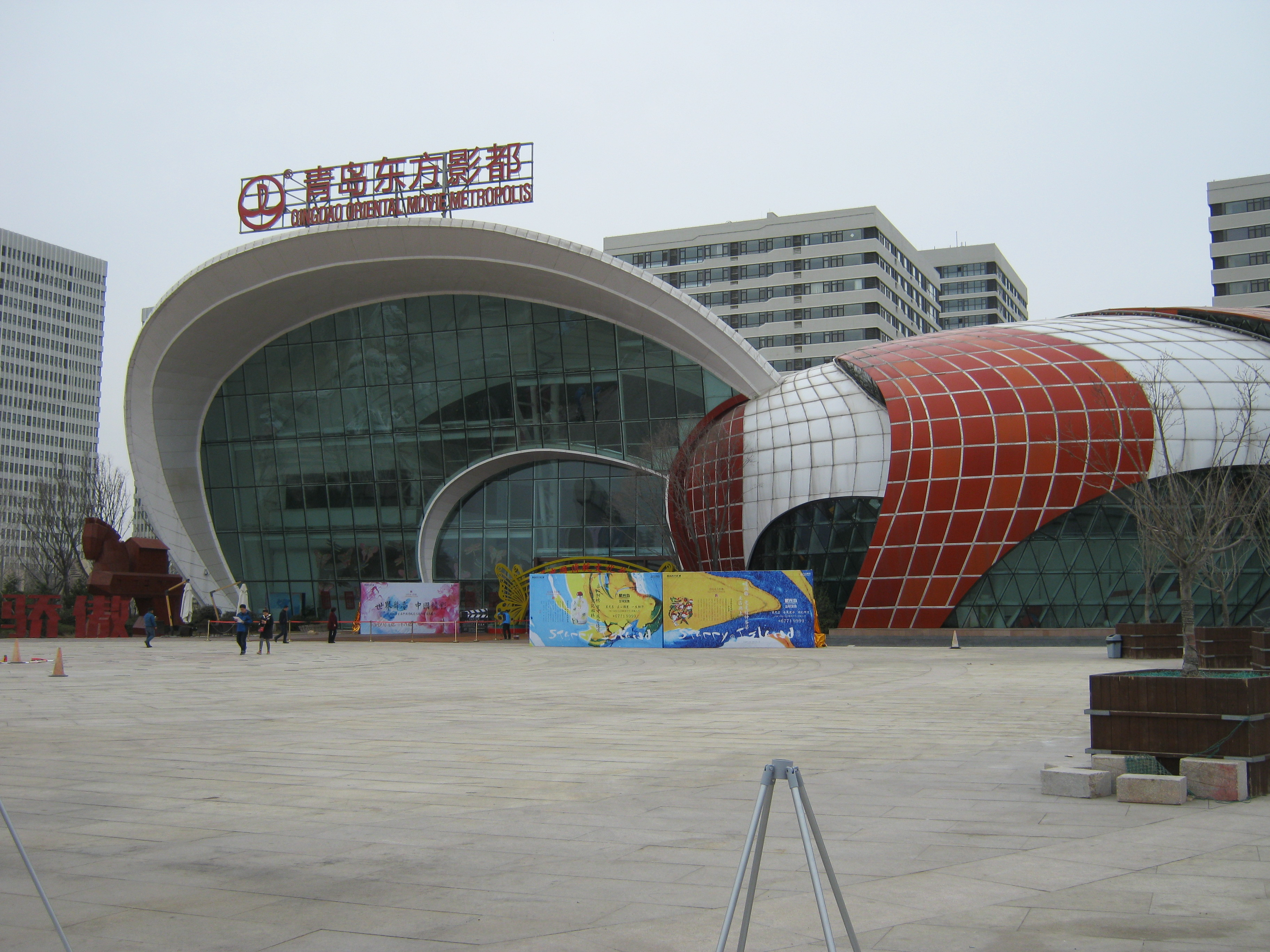
青島東方影都

青島東方影都（チンタオ・オリエンタル・ムービー・メトロポリス、青岛东方影都）は、大連万達グループが中華人民共和国山東省青島市に設立した映画スタジオ。「東のメトロポリス」「東のハリウッド」とも呼ばれており、世界最大・最新鋭の撮影設備を備えた複合映画施設である。

## 概要
2018年8月から正式オープンする。376万平方メートルの土地に20の映画スタジオとIMAX施設、水温調節機能のある撮影用の大型プール、3,000人を収容する大型映画館、アニメ製作所、テレビ会議・展示センター、自動車の極限ショー、ショッピングモール、リゾートホテル、ヨットやボートが停泊する港、インターナショナル・スクール、屋内テーマパーク、浜海バー街、国際病院、蝋人形博物館、ホテル8棟などを備えている。撮影スタジオではヨーロッパの街並みや明・清時代の撮影セットなどが作られる。また、施設内で製作される作品の中で適正が認められたものに対しては、青島当局と大連万達グループから40%の資金が提供される。施設内では毎年9月に青島国際映画祭が開催される。
大連万達グループの最終的な目標は、青島東方影都を映画業界の最大手にすることである。グループの代表者である王健林は、2018年には北米を抜いて世界の映画興行収入第1位の市場になり、2023年には2倍の興行収入を見込めるようになると語っている。スタジオでは毎年100本の中国映画、30本の外国映画を撮影する予定になっている。

## 歴史
2012年5月、大連万達グループがAMCシアターズを26億ドルで買収した。AMCシアターズを買収したことにより、大連万達グループは世界最大規模の映画興行会社となった。買収費用を含め、大連万達グループは設備投資のために49億ドルを投じている。
2013年9月22日、青島東方影都の起工式が執り行われ、大連万達グループ幹部の他にレオナルド・ディカプリオ、ニコール・キッドマン、クリストフ・ヴァルツ、ケイト・ベッキンセイル、ユアン・マクレガー、ジョン・トラボルタ、キャサリン・ゼタ＝ジョーンズ、ハーヴェイ・ワインスタインなどのハリウッド俳優、チャン・ツィイー、ジェット・リー、トニー・レオン、ドニー・イェン、ホアン・シャオミン、ヴィッキー・チャオなどの国内俳優、ロブ・フリードマン、シェリル・アイザックスなどの映画業界関係者が出席した。報道によると、大連万達グループはディカプリオを招待するために200万ドル支払ったという。また、出席者のヴァルツは青島東方影都について、「中国版ハリウッド?矛盾した言葉に聞こえるけどね。彼らにチャンスを与えてみようよ」とコメントしている。
2016年1月11日、大連万達グループがレジェンダリー・ピクチャーズを35億ドルで買収した。10月には、『パシフィック・リム: アップライジング』『ゴジラ キング・オブ・モンスターズ』の撮影が青島東方影都で行われることが発表された。